# Lucas Grez
Lucas Grez Riveros fue un político chileno, que ejerció como diputado por San Fernando en la Asamblea Provincial de Colchagua, en 1829.

## Biografía
Nació en la provincia de Colchagua. Hijo de Ventura Grez Fuenzalida y Mercedes Riveros Guzmán. Se casó con Leonor Baeza Grez.
Abuelo del también parlamentario Eduardo Grez Padilla.
Diputado propietario por San Fernando, en las Asambleas Provinciales de 1829, Asamblea Provincial de Colchagua, 31 de mayo de 1829.